# 龍巳
龍巳（たつみ、3月20日 - ）は、日本の俳優・歌手。バンドではボーカル担当。山形県山形市出身。

## 活動内容
音楽
- 1999年 - 2004年：Velsadies
- 2010年 - 2011年：EMERGENCY
- 2012年 - 2014年：jeny creme
- 2015年 - 2019年：ROZALLIA
- 2019年 - ：ソロ活動開始
- 2022年 - ：RE:SONAnce-celL

音源（龍巳名義）
- 2018年7月：1st配信シングル『SEED OF LOVE』
- 2019年2月：1stCDシングル『Eclipse』
- 2020年2月：『Eclipse』収録3曲同時配信『SEED OF LOVE(Eclipse Ver.)』『XⅢ』『寵愛の果て』
- 2020年5月12日：2ndCDシングル『カタストロフィ』同日同時配信『カタストロフィ』『Twilight Star』

映画
- 2014年：るろうに剣心 京都大火編
- 2016年：殿、利息でござる・彼岸島デラックス
- 2019年：サムライマラソン/リターン
- 2022年：アイ・アムまきもと/山女

テレビ
バラエティ
- 2017年：
  - TBSテレビ『ニンゲン観察バラエティ モニタリング』
  - 毎日放送『プレバト!!』
- 2019年：テレビ朝日『ナニコレ珍百景』

テレビドラマ
- 2016年：
  - TBSテレビ『彼岸島　Love is over』
  - テレビ朝日『西村京太郎トラベルミステリー・陸羽西線に消えた女』

CM
テレビCM
- 2017年：『秋田スズキ自販2017OL編』
- 2022年：『日産サティオ秋田2022セレナ編』

ラジオCM
- 2017年：『FM山形 飲酒運転根絶キャンペーン』

演劇
- 2016年：ぬけがら/お勝手の姫/ラブレター
- 2017年：Be Here Now/義・雪に散る
- 2018年：半神
- 2019年：こどもの一生